# Krym (państwo nieuznawane)
Krym (ukr. Крим, trb. Krym; ros. Крым, trb. Krym; krymskotat. Къырым, trb. Kyrym; oficjalnie: Republika Krymu; ukr. Республіка Крим, trb. Respublika Krym; ros. Республика Крым, trb. Riespublika Krym; krymskotat. Къырым Джумхуриети, trb. Kyrym Dżumchurieti) – dawne powszechnie nieuznawane na arenie międzynarodowej państwo (poza Rosją w dniach 18–21 marca 2014), które znajdowało się na terenie Półwyspu Krymskiego, na północnym wybrzeżu Morza Czarnego. Stolicą republiki był Symferopol.

## Geografia
Republika Krymu miała powierzchnię 27160 km². Teren ten obejmował niemal cały obszar Półwyspu Krymskiego (oprócz północnych fragmentów Mierzei Arabackiej).

## Podział administracyjny
Republika Krymu składała się z 14 rejonów, 11 miast wydzielonych oraz 1 miasta o osobnym statusie. W skład rejonów wchodziło 56 osiedli typu miejskiego i 957 wsi.
1. Rejon bakczysarajski
2. rejon biłohirski
3. rejon dżankojski
4. rejon kirowski
5. rejon krasnogwardijski
6. rejon krasnoperekopski
7. rejon leniński
8. rejon niżniohirski
9. rejon perwomajski
10. Rejon rozdolnieński
11. Rejon sacki
12. rejon symferopolski
13. rejon sowiecki
14. rejon czornomorski
15. m. Ałuszta
16. m. Armiańsk
17. m. Dżankoj
18. m. Eupatoria
19. m. Kercz
20. m. Krasnoperekopsk
21. m. Saki
22. m. Symferopol
23. m. Sudak
24. m. Teodozja
25. m. Jałta
26. m. Sewastopol (miasto z osobnym statusem)

### Miasta
Głównymi miastami Republiki były: Symferopol, Sewastopol, Bakczysaraj (dawna rezydencja chanów tatarskich), Eupatoria, Bałakława, Jałta, Sudak, Kaffa (Teodozja) i Kercz z twierdzą Jenikale.

## Historia

### Historia do 2014
Jednostronna próba oderwania się od Ukrainy nastąpiła 11 marca 2014, kiedy połączone zgromadzenie radnych Rady Najwyższej Republiki Autonomicznej Krymu i Rady Miejskiej Sewastopola przyjęło deklarację niepodległości Republiki Krymu. W deklaracji powołano się wprost na przypadek Kosowa i wyrok z 22 lipca 2010, w którym Międzynarodowy Trybunał Sprawiedliwości uznał, że jednostronna deklaracja niepodległości Kosowa nie narusza prawa międzynarodowego.
17 marca 2014 Rada Najwyższa Republiki Autonomicznej Krymu przyjęła postanowienie o niepodległości Krymu. To konsekwencja referendum, w którym za przyłączeniem Krymu z Sewastopolem do Rosji zagłosowało 96,57 proc. uczestników przy frekwencji 84% (wyniki te oraz frekwencja są kwestionowane). Tego samego dnia Przewodniczący Rady Najwyższej Republiki Autonomicznej Krymu, przemianowanej na Radę Państwową Republiki Krymu, Wołodymyr Konstantinow oświadczył, że władze Krymu zapewnią całkowitą ochronę granicy państwowej. Dodał, że na przejściach granicznych w paszportach będą wbijane pieczątki „Republika Krym”.
17 marca 2014 niepodległość Krymu uznała Rosja. 18 marca 2014 podpisano umowę między Rosją a Republiką Krymu i miastem wydzielonym Sewastopol o włączeniu Krymu do Rosji jako nowe podmioty federacji. Umowa ta weszła w życie z dniem ratyfikacji, co nastąpiło 21 marca 2014 roku. Tego samego dnia dokonano odpowiednich zmian w Konstytucji Rosji dopisując do niej dwa nowe podmioty federacji – Republikę Krymu i miasto federalnego znaczenia Sewastopol, które włączono do nowo utworzonego Krymskiego Okręgu Federalnego.
Republika Krymu jest przez społeczność międzynarodową uznawana za część Ukrainy, jako Republika Autonomiczna Krymu i miasto o osobnym statusie Sewastopol.